# Burdigaliano
| Periodo                                                                                   | Epoca       | Piano         | Età (Ma)    |
| ----------------------------------------------------------------------------------------- | ----------- | ------------- | ----------- |
| Quaternario                                                                               | Pleistocene | Gelasiano     | Più recente |
| Neogene                                                                                   | Pliocene    | Piacenziano   | 3,600       |
| Neogene                                                                                   | Pliocene    | Zancleano     | 5,333       |
| Neogene                                                                                   | Miocene     | Messiniano    | 7,246       |
| Neogene                                                                                   | Miocene     | Tortoniano    | 11,63       |
| Neogene                                                                                   | Miocene     | Serravalliano | 13,82       |
| Neogene                                                                                   | Miocene     | Langhiano     | 15,98       |
| Neogene                                                                                   | Miocene     | Burdigaliano  | 20,45       |
| Neogene                                                                                   | Miocene     | Aquitaniano   | 23,04       |
| Paleogene                                                                                 | Oligocene   | Chattiano     | Più antico  |
| Suddivisione del Neogene secondo la Commissione internazionale di stratigrafia dell'IUGS. |             |               |             |

Nella scala dei tempi geologici, il Burdigaliano è il secondo dei sei piani o stadi stratigrafici in cui è suddiviso il Miocene, la prima delle due epoche del Neogene.
Questa unità cronostratigrafica si estende tra 20,45 e 15,98 milioni di anni fa (Ma).
Il Burdigaliano segue l'Aquitaniano e precede il Langhiano.

## Etimologia
Il suo nome deriva da Burdigala, l'antico nome latino di Bordeaux, in Francia.
Il Burdigaliano è stato introdotto nella letteratura scientifica nel 1892 dal geologo francese Charles Depéret.

## Definizioni e GSSP
La base del Burdigaliano è definita dalla prima comparsa dei foraminiferi planctonici della specie Globigerinoides altiaperturus e corrisponde al vertice della cronozona di polarità magnetica C6An.
Il limite superiore del Burdigaliano è dato dalla prima comparsa dei foraminiferi della specie Praeorbulina glomerosa e corrisponde alla sommità della cronozona magnetica C5Cn.1n.

### GSSP
Il GSSP, il profilo stratigrafico di riferimento della Commissione Internazionale di Stratigrafia, non è ancora stato definito al 2010.

## Eventi significativi
Intorno ai 20 milioni di anni fa si ha, in Africa, la presunta datazione dei fossili di Proconsul nyanzae.
Intorno ai 18 milioni di anni fa si ha invece, sempre in Africa la presunta datazione dei fossili di Proconsul africanus, ritrovati a Rusinga Island nel Lago Victoria, in Kenya da Louis Leakey nel 1933 e dei fossili di Proconsul major possibile antenato diretto dell'Afropithecus, e quindi probabilmente dell'uomo.